# Aleksej Stul'nev
Aleksej Pavlovič Stul'nev (in russo Алексей Павлович Стульнев?; traslitterazione anglosassone Alexey Pavlovich Stulnev; Pavlovsk, 12 dicembre 1988) è un bobbista russo.
È il marito di Ol'ga Fëdorova, atleta e bobbista di livello internazionale, che in seguito al matrimonio ha assunto proprio il cognome Stul'neva.

## Biografia
Compete dal 2006 come pilota per la squadra nazionale russa. Debuttò in Coppa Europa nel novembre 2008 disputando la sua migliore stagione nel 2009/10, avendo ottenuto l'undicesimo posto in classifica generale nel bob a due, l'ottavo nel bob a quattro e il decimo nella combinata maschile. Si distinse inoltre nelle categorie giovanili vincendo la medaglia d'argento nel bob a due ai mondiali juniores di Igls 2012.
Esordì in Coppa del Mondo all'avvio della stagione 2012/13, l'8 dicembre 2012 a Winterberg dove si piazzò all'11º posto nel bob a due e colse il suo primo podio il 29 gennaio 2017 a Schönau am Königssee nel bob a quattro. Detiene quali migliori piazzamenti in classifica generale il sesto posto nel bob a due, il quarto nel bob a quattro e il sesto nella combinata maschile, tutti raggiunti nel 2016/17.
Ha preso parte ai Giochi olimpici invernali di Pyeongchang 2018 rappresentando gli Atleti Olimpici dalla Russia e piazzandosi al ventesimo posto nel bob a due in coppia con Vasilij Kondratenko.

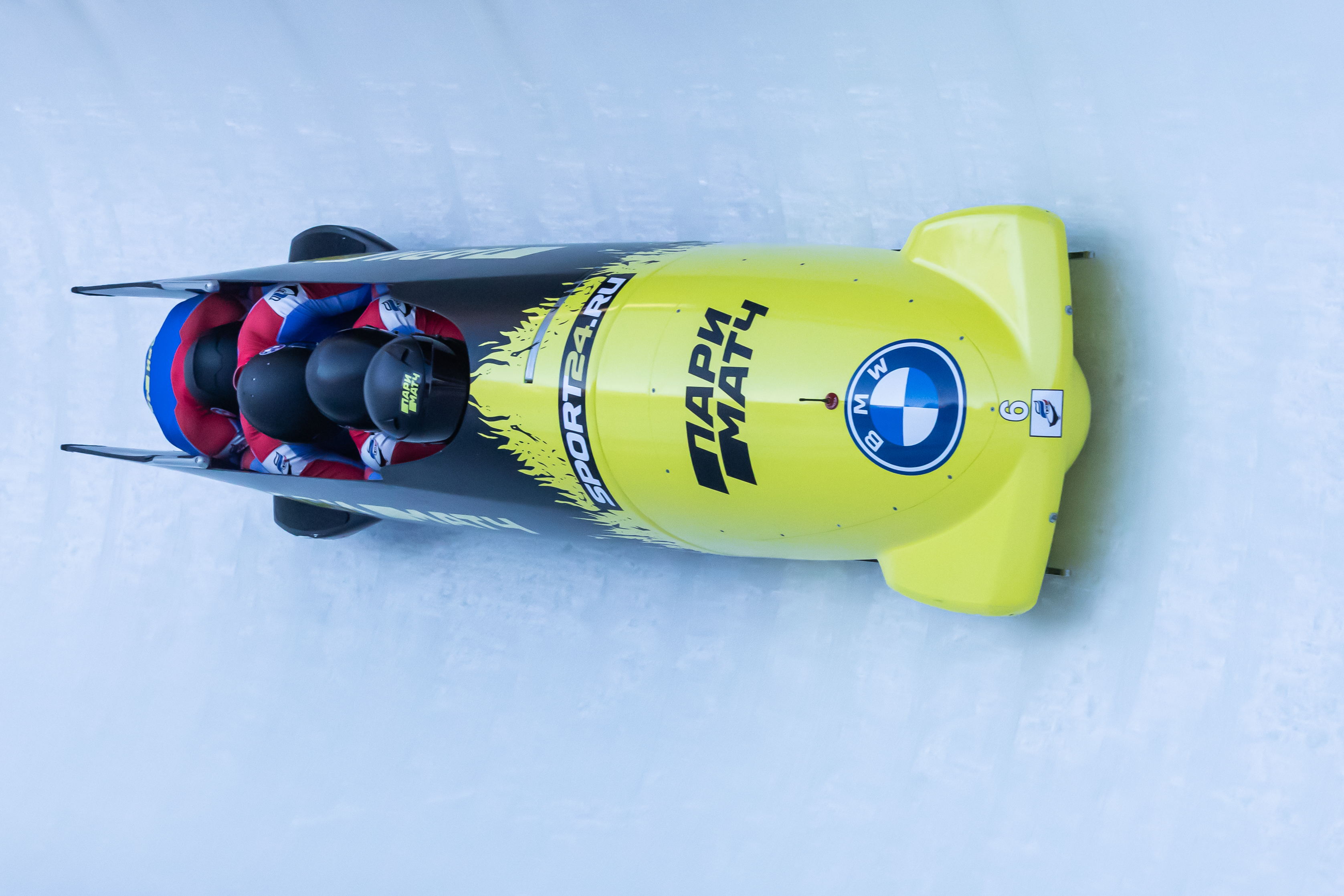
Aleksej Stul'nev alla guida del bob a quattro ai campionati mondiali di Altenberg 2021

Ha partecipato altresì a sei edizioni dei campionati mondiali; nel dettaglio i suoi risultati nelle prove iridate sono stati, nel bob a due: squalificato a Sankt Moritz 2013, undicesimo a Winterberg 2015, tredicesimo a Innsbruck 2016, diciassettesimo a Schönau am Königssee 2017, tredicesimo ad Altenberg 2020 e diciannovesimo ad Altenberg 2021; nel bob a quattro: undicesimo a Winterberg 2015, nono a Innsbruck 2016, dodicesimo a Schönau am Königssee 2017, undicesimo ad Altenberg 2020 e undicesimo ad Altenberg 2021; nella gara a squadre: nono a Sankt Moritz 2013, decimo a Winterberg 2015 e quarto a Schönau am Königssee 2017.
Nelle rassegne continentali ha totalizzato quali migliori piazzamenti il quarto posto sia nel bob a due che nel bob a quattro, raggiunti rispettivamente nelle edizioni di Winterberg 2017 e di Winterberg 2020.

## Palmarès

### Mondiali juniores
- 1 medaglia:
  - 1 argento (bob a due ad Igls 2012).

### Coppa del Mondo
- Miglior piazzamento in classifica generale nel bob a due: 6° nel 2016/17;
- Miglior piazzamento in classifica generale nel bob a quattro: 4° nel 2016/17;
- Miglior piazzamento in classifica generale nella combinata: 6° nel 2016/17;
- 1 podio (nel bob a quattro):
  - 1 terzo posto.

### Circuiti minori

#### Coppa Europa
- Miglior piazzamento in classifica generale nel bob a due: 11º nel 2009/10;
- Miglior piazzamento in generale nel bob a quattro: 8º nel 2009/10;
- Miglior piazzamento in generale nella combinata maschile: 10º nel 2009/10;
- 10 podi (4 nel bob a due, 6 nel bob a quattro):
  - 3 vittorie (tutte nel bob a quattro);
  - 3 secondi posti (tutti nel bob a quattro);
  - 4 terzi posti (tutti nel bob a due).

#### Coppa Nordamericana
- Miglior piazzamento in classifica generale nel bob a due: 7º nel 2010/11;
- Miglior piazzamento in generale nel bob a quattro: 10º nel 2013/14;
- Miglior piazzamento in generale nella combinata maschile: 8º nel 2010/11;
- 3 podi (1 nel bob a due, 2 nel bob a quattro):
  - 3 terzi posti.